# Mariah Bissongo
 (mai 2023).
Mariah Bissongo, de son nom civil Bénéwendé Mariétou Armelle Ouédraogo, est une chanteuse burkinabè. Elle fait de la musique tradi-moderne.    

## Biographie

### Enfance, éducation et début
Elle nait à Fada N'Gourma au Burkina Faso. Elle est la fille  de l'artiste musicien burkinabé  Idrissa Ouédraogo surnommé l'Empereur Bissongo. Elle apprend à chanter dès l'âge de 4 ans et donne son premier spectacle à l'âge de 16 ans au grands prix des éliminatoires de la chanson moderne au théâtre populaire de Bobo Dioulasso.
Mariah entre en studio pour la première fois en 2008  et sort sa toute première chanson intitulée N'Bibe. Évoluant dans la musique tradi-moderne, elle chante en langues mooré, gourmantché, française et anglaise. 

## Discographie

### Album
᛫ 2010: Boudou
᛫ 2014 : Sibdou

### Single
- 2012: Milao
- 2013 : Vivre
- 2020 : Poulougou[7]

- 2021 : Mousso [8]

## Distinctions
- Chevalier de l'ordre des mérites, des lettres et de la communication avec agrafe musique et danse.
- Kunde du meilleur artiste féminin en 2015[9]